# Nombre compuesto
Un nombre compuesto es el conjunto de dos o más nombres de pila para designar a una persona. Su origen se remonta a la Antigüedad, cuando los recién nacidos (generalmente los varones) heredaban el nombre paterno. En el Imperio Romano, los nombres estaban compuestos de un praenomen (el nombre de pila de la persona), un nomen (el patronímico que señalaba la gens a la que pertenece el individuo) y un cognomen (exclusivamente portado por los hombres, que hace alusión a la rama de la familia o un apodo particular); por ejemplo, Cayo Julio César (en latín: Gaius Iulius Caesar) está compuesto de su nombre de pila (Gaius), su patronímico (Iulius) y su apodo (Caesar, cuyo significado se asocia con la palabra significado de «cabellera»).
Durante la Edad Media, la tradición de otorgar un nombre compuesto a los bebés siguió en pie en los territorios mediterráneos que anteriormente formaron parte del Imperio Romano, como la península ibérica o la península itálica, aunque esta vez utilizando nombres bíblicos como María, José, Jesús, Ana o Pedro. Esta corriente se expandió hacia América tras su descubrimiento en 1492 y durante los siglos posteriores se hizo habitual en otras naciones europeas como Francia o el Reino Unido. La costumbre de asignar un nombre compuesto continúa a día de hoy en muchos países hispanófonos, lusófonos y francófonos.
La escritura de ese segundo nombre varía en función de cada lengua. En algunos idiomas, como el francés o el alemán, se coloca entre ambos nombres un guion para evitar una confusión con el apellido, como por ejemplo en Jean-Pierre o Hans-Jürgen. Cabe señalar que es normal que, con el paso de los años, los dos nombres terminen fusionándose para crear uno solo, como por ejemplo en el italiano el nombre de Michelangelo (unión de Michel y Angelo) o en francés el de Marianne (unión de Marie y Anne).